# Civitanova Marche
Civitanova Marche je italské město na pobřeží Jaderského moře v oblasti Marche, provincii Macerata. Má přibližně 40 000 obyvatel.

## Vývoj počtu obyvatel
Počet obyvatel